# Soumaila Coulibaly
Soumaila Coulibaly (ur. 15 kwietnia 1978 w Bamako) – malijski piłkarz, występujący na pozycji pomocnika.

## Kariera klubowa
Coulibaly seniorską karierę rozpoczynał w 1995 roku w klubie Djoliba Athletic Club. W 1996 roku zdobył z nim mistrzostwo Mali oraz Puchar Mali. W 1997 roku przeszedł do AS Real Bamako. W tym samym roku trafił do egipskiego Zamaleku. W 1999 roku zdobył z nim Puchar Egiptu, a rok później Afrykański Puchar Zdobywców Pucharów.
W 2000 roku Coulibaly podpisał kontrakt z niemieckim zespołem SC Freiburg. W Bundeslidze zadebiutował 12 sierpnia 2000 roku w wygranym 4:0 pojedynku z VfB Stuttgart. 19 maja 2001 roku w wygranym 4:1 spotkaniu z VfL Wolfsburg strzelił 2 gole, które były jego pierwszymi w Bundeslidze. W 2002 roku spadł z klubem do 2. Bundesligi, ale rok później powrócił z nim do Bundesligi. W 2005 roku ponownie spadł z zespołem do 2. Bundesligi. We Freiburgu spędził jeszcze 2 lata.
W 2007 roku Coulibaly odszedł do Borussii Mönchengladbach, również z 2. Bundesligi. Pierwszy ligowy mecz zaliczył tam 13 sierpnia 2007 roku przeciwko 1. FC Kaiserslautern (1:1). W 2008 roku awansował z klubem do Bundesligi. Latem 2009 roku podpisał kontrakt z drugoligowym FSV Frankfurt. W lutym 2010 roku odszedł z klubu.

## Kariera reprezentacyjna
W reprezentacji Mali Coulibaly zadebiutował w 1995 roku. W 2002 roku wziął udział w Pucharze Narodów Afryki, które Mali zakończyło na 4. miejscu. W 2004 roku ponownie uczestniczył w Pucharze Narodów Afryki, który zakończył z zespołem również na 4. miejscu.